# Brian García
Brian Alberto García Carpizo (ur. 31 października 1997 w León) – meksykański piłkarz występujący na pozycji prawego obrońcy, reprezentant Meksyku, od 2023 roku zawodnik Toluki.
Jest synem Alberto Garcíi oraz bratem Alberto Garcíi jr., również piłkarzy.